# Amauris abessinica
Amauris abessinica är en fjärilsart som beskrevs av Schmidt 1921. Amauris abessinica ingår i släktet Amauris och familjen praktfjärilar. Inga underarter finns listade i Catalogue of Life.